# Malus sieversii
Malus sieversii är en rosväxtart som först beskrevs av Carl Friedrich von Ledebour, och fick sitt nu gällande namn av Johann Jakob Roemer. Malus sieversii ingår i släktet aplar, och familjen rosväxter.

## Underarter
Arten delas in i följande underarter:
- M. s. anisophylla
- M. s. hissarica
- M. s. jarmolenkoi
- M. s. juzepczukii
- M. s. kirghisorum
- M. s. kudrjaschevii
- M. s. linczevskii
- M. s. persicifolia
- M. s. schischkinii
- M. s. tianschanica
- M. s. turkmenorum

## Bildgalleri

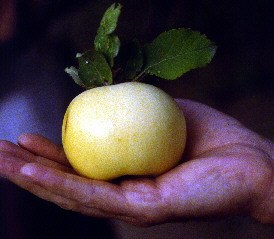
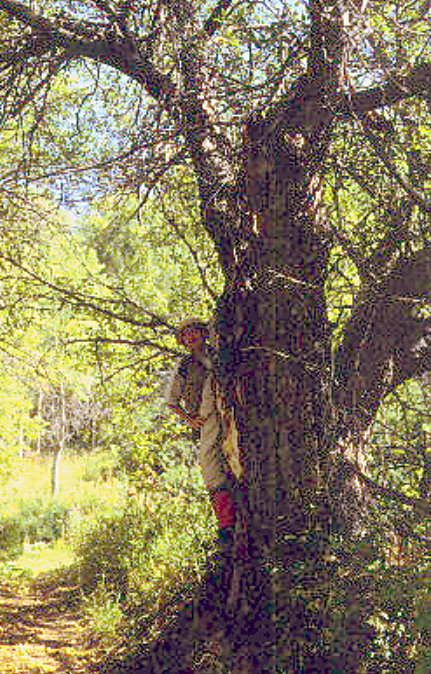
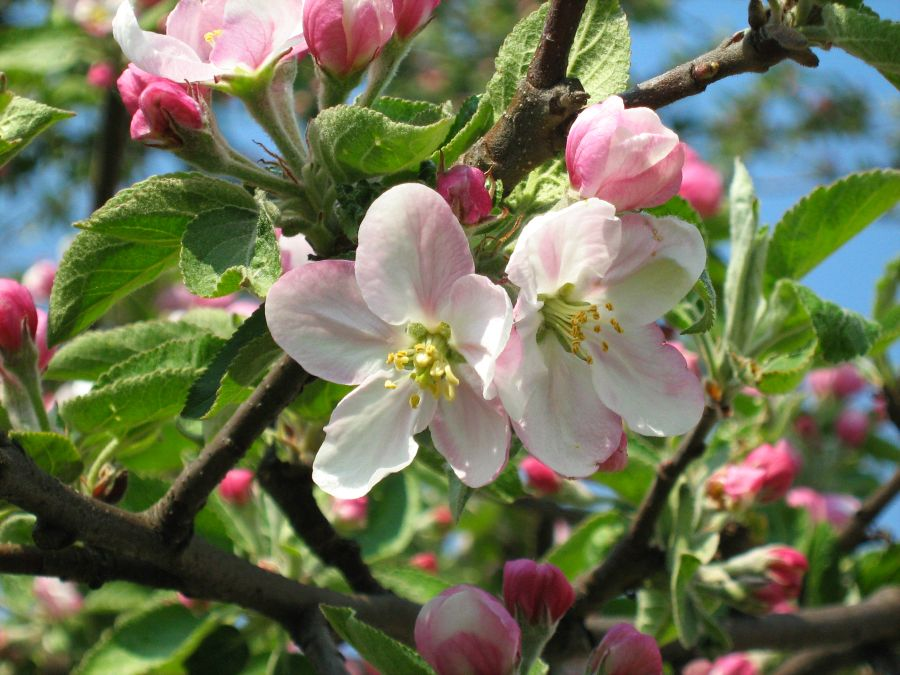
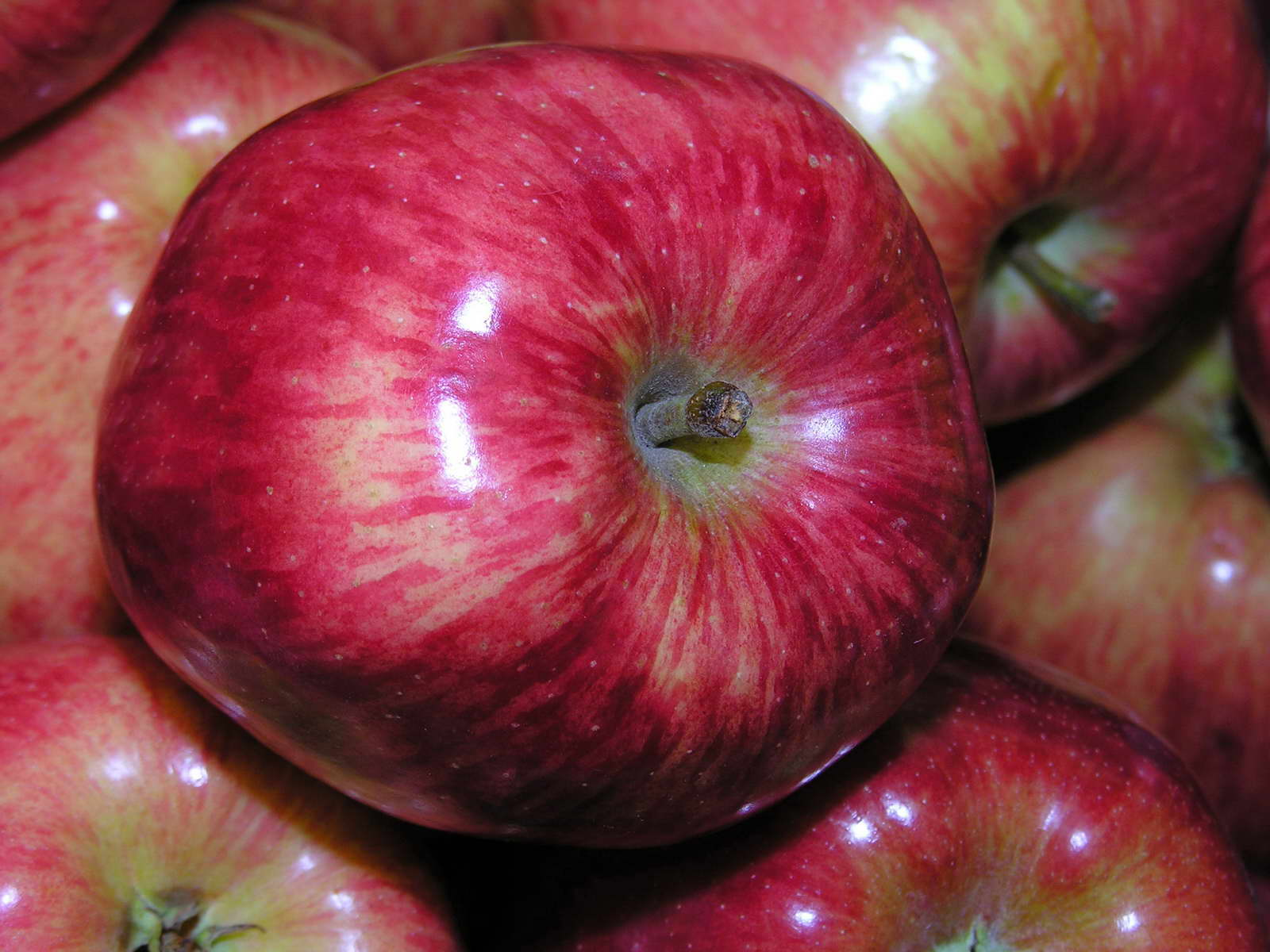
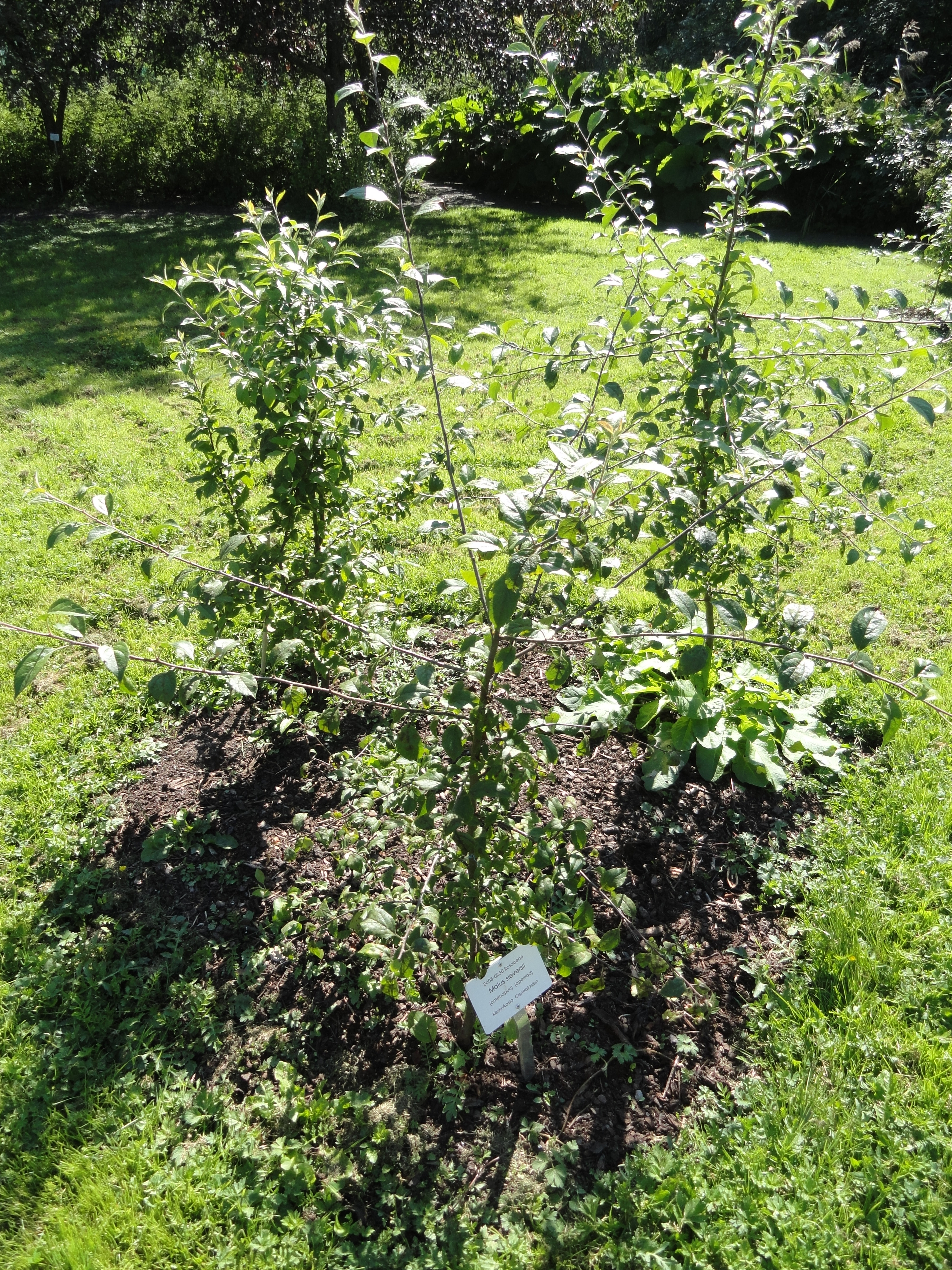
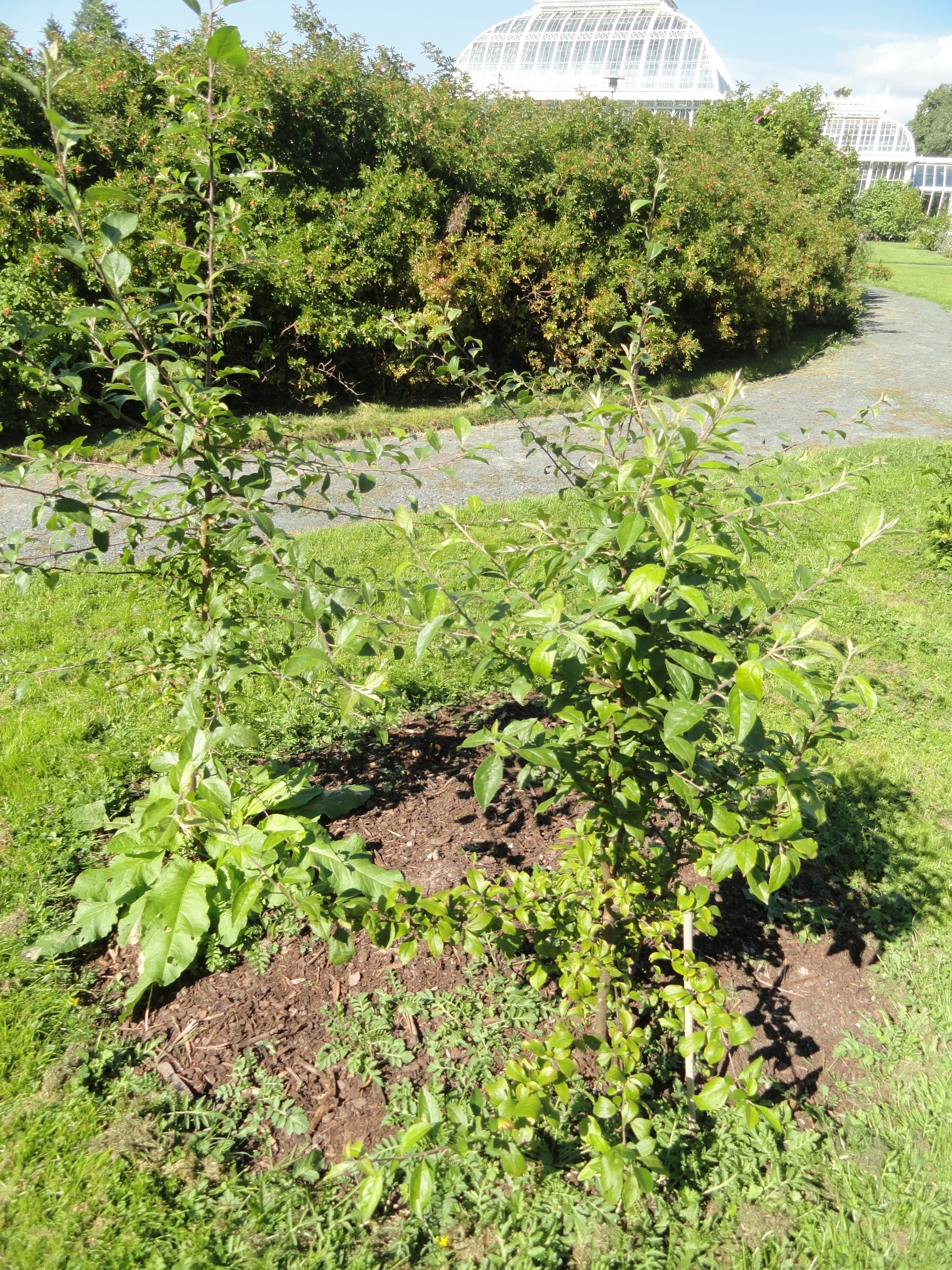